# Banca suiza

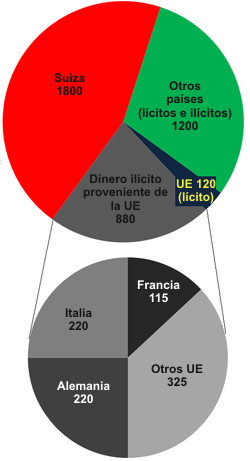
Mercado suizo de capitales en CHF. Datos de KPMG y Helvea Study.

La banca suiza se caracteriza por su estabilidad, privacidad y protección de los activos e información de sus clientes. La tradición del secreto bancario del país, que data de tiempos medievales, fue codificada por primera vez en una ley en 1934. Todos los bancos en Suiza están regulados por la Autoridad Federal Supervisora del Mercado Bancario Suizo (FINMA), que ejerce su autoridad por medio de una serie de leyes federales.
Para el 11 de octubre de 2008, la banca suiza tenía un ratio de apalancamiento promedio (activos/patrimonio neto) de 29 a 1, mientras que los pasivos a corto plazo de la industria eran iguales al 260% del PIB suizo o al 1.273% de la deuda nacional de Suiza.

## Generalidades
Suiza es un país muy próspero, con un producto interior bruto (PIB) superior al de muchos países de la Europa occidental. Además, el valor del franco suizo (CHF) se ha mantenido relativamente estable comparado con el de otras monedas. En 2003, el sector financiero constituía un 14% estimado del PIB de Suiza y empleaba a alrededor de 180 000 personas (110 000 de los cuales trabajan en el sector bancario), lo que representa cerca de un 5,6% del total de la fuerza laboral de Suiza.
La neutralidad suiza y la soberanía nacional, ampliamente reconocidas por naciones extranjeras, han fomentado un ambiente estable en el sector bancario suizo capaz de desarrollarse y prosperar. Suiza ha mantenido su neutralidad durante las dos guerras mundiales. No es miembro de la Unión Europea y tampoco lo fue de las Naciones Unidas hasta 2002.
Actualmente se estima que un tercio de todos los fondos depositados fuera del país de origen se guardan en Suiza. En 2001 los bancos suizos manejaban 2,6 billones de dólares. Al año siguiente manejaron 0,4 billones menos, lo que ha sido atribuido tanto a un mercado en baja como a regulaciones más estrictas sobre la banca suiza.
En 2007, esta cifra había aumentado a cerca de 6,7 billones de francos suizos (5,7 billones de dólares estadounidenses).
El Banco de Pagos Internacionales (BPI), una organización que facilita la cooperación entre los bancos centrales del mundo, tiene sus oficinas principales en la ciudad de Basilea. Fundado en 1930, el BPI decidió establecerse en Suiza por la neutralidad del país, lo que era importante para una organización creada por países que habían estado en ambos bandos de la Primera Guerra Mundial.
Los bancos extranjeros que funcionan en Suiza gestionaron 0,87 billones de francos suizos por valor de activos en 2006.

## Legislación y regulaciones
La Autoridad Federal Supervisora del Mercado Financiero (FINMA) es una institución pública que supervisa la mayoría de las actividades bancarias, así como el mercado de seguros y fondos de inversión. La autoridad reguladora se deriva de la Ley de Supervisión del Mercado Financiero Suizo (FINMASA) y el artículo 98 de la Constitución Federal Suiza.
La oficina de la Defensoría del Pueblo para la Banca Suiza, fundada en 1993, es patrocinada por la Fundación de la Defensoría del Pueblo para la Banca Suiza, la cual fue establecida por la Asociación de Banqueros de Suiza. Los servicios de la defensoría del pueblo incluyen, de forma gratuita, mediación y asistencia a las personas en busca de activos latentes. La defensoría del pueblo maneja cerca de 1500 denuncias presentadas contra los bancos anualmente.

### Estatutos

#### La ley de bancos de 1934
El parlamento suizo aprobó la Ley de Bancos de 1934, que establece las regulaciones del secreto bancario y castiga su violación. Las disposiciones del secreto bancario no se incluyeron en el primer borrador de la ley, que principalmente se refería a cuestiones administrativas, tales como la supervisión bancaria. Las disposiciones que se encuentran en el artículo 47 (b) se añadieron antes de la aprobación del proyecto de ley debido a los intentos de las autoridades nazis de investigar los activos que tuvieren los judíos y enemigos del Estado en Suiza.

## Pagos electrónicos
Los bancos suizos, así como el correo suizo (que maneja ciertas transacciones financieras), utilizan un sistema de pagos electrónicos conocido como Swiss Interbank Clearing (SIC) (aunque no suele traducirse, su equivalente en español puede ser "Intercambio de Información Interbancaria de Suiza"). El sistema es supervisado por el Banco Nacional de Suiza y es operado a través de una empresa conjunta. SIC manejó más de 250 millones de transacciones en 2005, con un valor de volumen de negocios de 41 billones de francos suizos.

## Principales bancos
Hacia 2006, existían 408 bancos autorizados y agentes de valores en Suiza, que van desde los dos bancos principales hasta los bancos pequeños que atienden las necesidades de una comunidad o unos pocos clientes especiales.
UBS AG y Credit Suisse son,respectivamente, el primer y segundo banco suizo más grande y contabilizan más del 50% de todos los depósitos en Suiza. Cada uno tiene redes de sucursales en todo el país y varios centros internacionales.
Debido a su tamaño y complejidad, tanto el UBS como el Credit Suisse están sujetos a un grado de supervisión adicional por parte de la Comisión Federal de Bancos.

### UBS
El UBS existe desde junio de 1998, cuando se fusionaron la Unión de Bancos Suizos, fundada en 1862, y la Corporación Banca Suiza, fundada en 1872. Con sede principal en Zúrich y Basilea, es el banco más grande de Suiza. Mantiene siete oficinas principales en todo el mundo (cuatro en los Estados Unidos de América y una en Londres, Tokio y Hong Kong) y sucursales en los cinco continentes.
En 2008 el UBS tuvo una pérdida neta de 27 560 millones de francos suizos, una capitalización de mercado sobre los 43 000 millones de francos suizos y 77 783 empleados.
El UBS ha utilizado el lema "You & Us" (Usted y Nosotros) en sus comunicaciones de mercadeo. El lema tiene por objetivo destacar el enfoque orientado a los clientes.

### Credit Suisse
Credit Suisse es el segundo banco más grande de Suiza. Con sede en Zúrich, fue fundado en 1856. Su capitalización de mercado en 2007 era de 95 200 millones de dólares estadounidenses, y tiene unos 40.000 empleados. Credit Suisse Group ofrece servicios de banca privada, banca de inversión y servicios de gestión de activos. Adquirió la The First Boston Corporation en 1988 y se fusionó en 1997 con el Grupo Winterthur, una compañía de seguros. Esta última fue vendida a AXA en 2006. Los servicios de gestión de activos fueron vendidos a Aberdeen Asset Management en 2008 durante la crisis económica de 2008-2010.

### El Banco Central

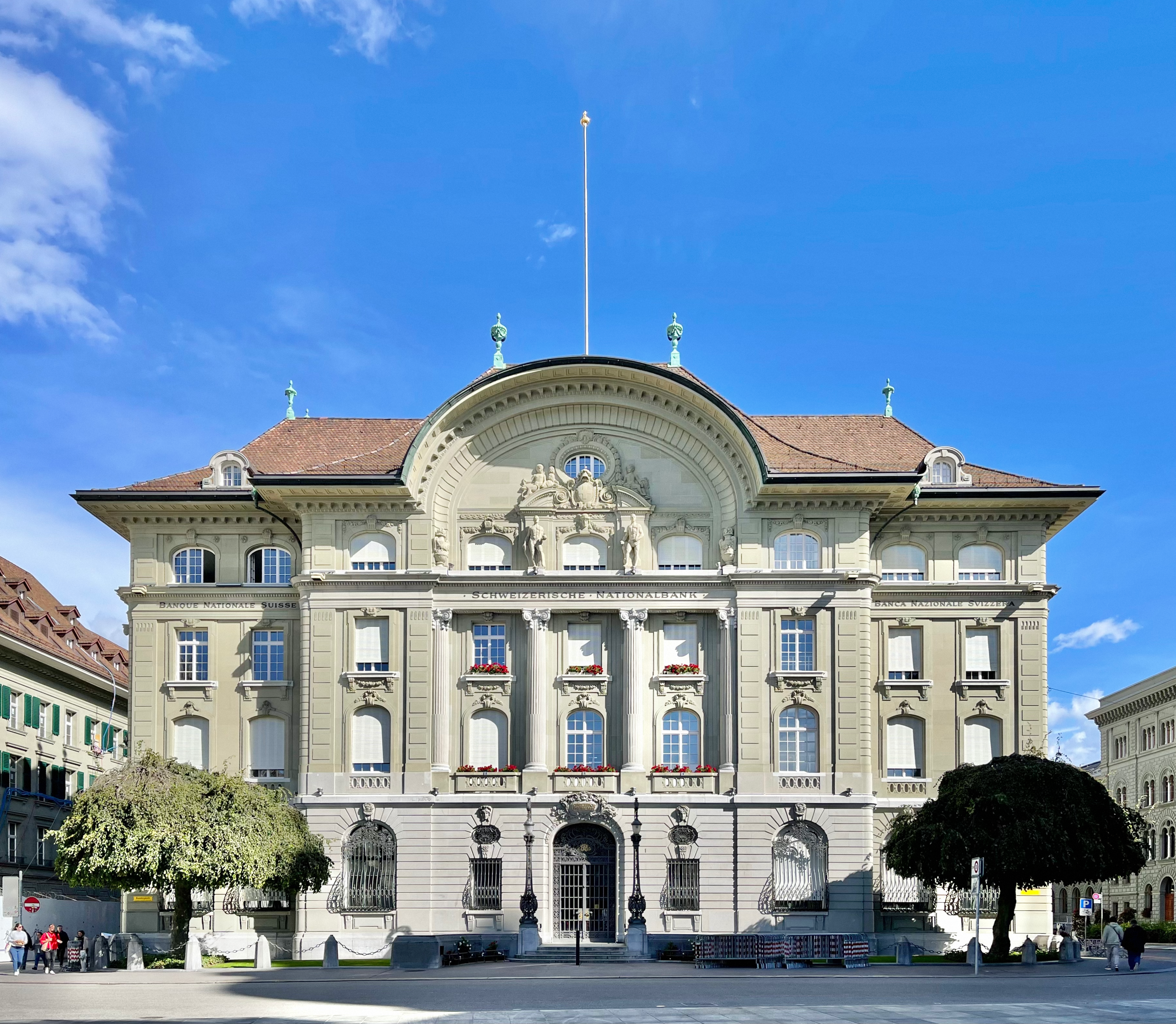
Banco Nacional Suizo establecido en Berna.

El Banco Nacional Suizo (BNS) funciona como el banco central del país. Fundado por la Ley Federal sobre el Banco Nacional de Suiza, el 16 de enero de 1906. Inició operaciones el 20 de junio de 1907. Sus acciones se cotizan en la bolsa y están en manos de los cantones, los bancos cantonales y los inversionistas individuales. El gobierno federal no tiene ninguna acción. Aunque un banco central tiene a menudo la autoridad reguladora sobre el sistema bancario del país, el BNS no. La regulación es competencia exclusiva de la Comisión Federal de Bancos.

### Bancos privados - Banqueros privados
El término banco privado se refiere a un banco que ofrece servicios de banca privada y en su forma jurídica es una asociación. Los primeros bancos privados fueron creados en San Galo a mediados de 1700 y en Ginebra a finales de los 1700 como asociaciones, y algunos todavía están en manos de las familias originales, tales como Hottinger y Mirabaud. En Suiza a estos bancos privados se les llama banqueros privados (un término protegido) para distinguirlos de los otros bancos privados que por lo general son empresas comunes.

### Bancos cantonales
En el año 2006 había en Suiza 24 bancos cantonales. Estos bancos son organizaciones semigubernamentales garantizadas por el Estado y controladas por alguno de los 26 cantones de Suiza, dedicadas a todos los negocios de la banca. El banco cantonal más grande, el Banco Cantonal de Zúrich, tuvo ingresos netos de CHF 810 millones en 2005.

### WIR Bank
El WIR Bank  es un sistema de moneda complementaria independiente en Suiza que atiende a empresas de hostelería, construcción, manufactura, comercio minorista y servicios profesionales. WIR emite y administra una moneda privada, llamada WIR Franc, que se usa en combinación con el Franco Suizo para generar transacciones de doble moneda.
Empezó siendo un círculo de compensación creado tras la Gran Depresión bajo la idea del ideólogo económico Silvio Gesell acerca del dinero libre. Gesell decía que el orden económico se hallaba en un sistema monedas de circulación local, restringida y caduca en el tiempo, para acabar con la prepotencia del dinero que, según él, se fundaba exclusivamente en el privilegio de la indestructibilidad que la moneda tradicional ostenta frente a la mercancía.
Después se convirtió en un banco cooperativo. Hasta 1948, se pagaba en WIR en vez de con francos suizos porque la circulación del dinero tradicional no bastaba. Hoy se utiliza para las transacciones entre PYMES suizas, que han podido mejorar sus resultados gracias a por préstamos más baratos que firman en su moneda complementaria, el WIR. 
Los miembros de esta cooperativa obtienen préstamos con tasas de interés más bajas que las que ofrecen los bancos que se manejan en francos suizos porque el banco WIR puede crear WIR por sí mismo, sin necesidad de solicitar francos suizos del Banco Central con la tasa de interés, como hace el resto. Y puede ofrecer, por ejemplo, un préstamo de 2% en WIR y otro de 5% en francos suizos si la tasa oficial es del 3%. La frontera de esta moneda no deja escapar este poder adquisitivo, ya que sólo puede emplearse entre los miembros. Es reconocido por el movimiento mutualista como uno de sus proyectos más exitosos.

## Privacidad de la banca
El secreto bancario suizo no protege la información de la banca privada. La protección otorgada por la legislación suiza es similar a la protección de confidencialidad entre los médicos y sus pacientes o entre los abogados y sus clientes. El gobierno suizo considera el derecho a la privacidad como un principio fundamental que debe ser protegido por todos los países democráticos.
Aunque está protegido el secreto bancario, en la práctica todas las cuentas bancarias están vinculadas a un individuo identificado, y un fiscal o un juez puede emitir una "orden de exclusión" a fin de permitir el acceso y aplicación de la ley a la información pertinente a una investigación penal.